# Tamseuxoa
Tamseuxoa is een geslacht van vlinders van de familie uilen (Noctuidae), uit de onderfamilie Noctuinae.

## Soorten
- T. ingoufii Mabille, 1885
- T. mendosica Hampson, 1903